# 古正言
古正言是首位華人鈔票設計師，香港匯豐銀行的鈔票便是他設計的產物。
古正言也是著名的古物收藏家，並曾參與各類型的展覽。